# 보두앵 5세 (예루살렘)
보두앵 5세(프랑스어: Baudouin V, 1177년 ~ 1186년)는 예루살렘 왕국의 공주인 시빌라와 왕국의 귀족인 기욤 장검백 사이에서 태어난 아들로 삼촌인 보두앵 4세의 뒤를 이어 예루살렘의 왕이었다. 즉위 당시 아직 어린 아이였기 때문에 강력한 귀족인 트리폴리의 레몽 3세의 섭정을 받았다.
보두앵 4세는 누이 시빌라를 야파와 아스칼론의 귀족 기욤과 결혼시켰는데 기욤은 1177년 죽고 몇달 후 보두앵이 태어났다. 미망인이 된 어머니 시빌라는 예루살렘의 왕위를 노리는 야심적인 귀족들의 표적이 되었는데 결국 뤼지냥의 기와 결혼 하였다. 보두앵 4세는 처음에 기를 신임하여 많은 권한을 위임하였지만 기는 섭정을 수행하면서 이집트와 시리아를 오가는 이슬람 대상을 공격하여 살라흐 앗 딘을 자극하는 행동을 하였고 군사적 능력이 부족한 것으로 드러났다. 보두앵은 1183년 기를 섭정에서 해임하고 당시 5살인 조카 보두앵을 보두앵 5세로써 공동의 왕으로 세웠다.
보두앵 4세는 지병인 나병으로 1185년 봄에 죽었다. 어린 보두앵 5세는 단독으로 왕이 되었고 아직 7살에 불과한 어린 아이였기에 트리폴리의 레몽 3세가 섭정이 되고 에데사의 조슬랭 3세가 후견인이 되었다. 보두앵 5세의 치세는 불과 1년여 만에 끝났는데 1186년 여름 아크레에서 보두앵은 죽었다. 보두앵의 사후 후계를 둘러싸고 왕국은 두개의 분파로 나뉘었고 결국 어머니 시빌라가 여왕으로 즉위했다.
| 전임 보두앵 4세 | 예루살렘의 왕 1185년 - 1186년 | 후임 시빌라 및 기 |